# Imago mortis
Imago mortis è un film del 2008 diretto da Stefano Bessoni. È incentrato sulla fittizia tecnica fotografica chiamata "tanatografia" e ispirato ai reali esperimenti anatomici effettuati dallo studioso Athanasius Kircher (1602-1680).

## Trama
(Dai dialoghi del film)
Nella metà del 1600, ancor prima dell'invenzione della fotografia, lo scienziato Girolamo Fumagalli viveva come un'ossessione il voler a tutti i costi catturare immagini. Dopo specifici studi provò a prelevare la retina di una persona assassinata, convinto che in essa fosse immortalata l'ultima immagine vista dal soggetto. Questa tecnica fu chiamata tanatografia e Fumagalli si macchiò di numerosi crimini per ampliare i suoi studi, prima di essere catturato e condannato a morte.
Ai giorni nostri, presso la scuola internazionale di cinema, il timido studente e aspirante regista Bruno, spossato dagli studi e da una tragedia che ha colpito la sua famiglia, inizia ad avere strane visioni che lo portano a distorcere la realtà attorno a sé. Protagonista delle sue visioni è un ragazzo insanguinato che pare voglia aiutarlo a scoprire qualcosa. Con l'aiuto dell'amica Arianna, Bruno farà delle sconcertanti e sanguinose scoperte all'interno dell'istituto.

## Produzione
Il film è una co-produzione internazionale che coinvolge Italia, Spagna e Irlanda, avvalendosi del sostegno del Ministero dei beni e delle attività culturali e del turismo, ed è stato girato ai Lumiq Studios di Torino.

## Distribuzione
Il film è stato distribuito dalla Medusa Film il 16 gennaio 2009.